# Рибак Василь Оксентійович
Рибак Василь Оксентійович (*16 січня 1950, с. Микулинці, Україна) — український лісівник, доктор сільськогосподарських наук, професор кафедри технології лісогосподарського виробництва Національного університету біоресурсів і природокористування України. Академік Лісівничої академії наук України (ЛАНУ).

## Біографія
Рибак Василь Оксентійович народився 16 січня 1950 року в с. Микулинці Літинського району Вінницької області України.
Трудову діяльність професор Рибак розпочав у 1969 році на посаді майстра лісозахисних насаджень Орської дистанції захисних лісових насаджень Південно-Уральської залізниці Оренбурзької області. З 1975 року працював у Боярській лісо-дослідній станції спочатку майстром лісу, а згодом — помічником лісничого, лісничим, начальником деревообробного цеху. З 1971 року навчався в Українській сільськогосподарській академії. У 1977 році закінчив лісогосподарський факультет Української сільськогосподарської академії (тепер Національний університет біоресурсів і природокористування України, Київ). Спеціальність за дипломом про вищу освіту — «лісове господарство», кваліфікація — «інженер лісового господарства». У період 1988–2009 років працював на посаді директора виробничого підрозділу «Боярська ЛДС» Національного аграрного університету (Київ).
Дисертація захищена у 2004 році в Національному аграрному університеті за спеціальністю — лісові культури, селекція та насінництво по кафедрі лісових культур та лісової фітопатології. Доктор сільськогосподарських наук з 2005 року за спеціальністю 06.03.03 — лісознавство і лісівництво. З 2009 року обіймає посаду професора кафедри технології лісогосподарського виробництва НУБіП України. Підготовку фахівців здійснює за напрямом «Лісове та садово-паркове господарство» за спеціальністю «Лісове господарство». Науково-педагогічний стаж професора Рибака Василя Оксентійовича становить понад 20 років. Професор є членом спеціалізованої вченої ради НУБіП України за спеціальністю 06.03.03 — лісознавство та лісівництво.

## Наукові праці
Наукові дослідження професора Рибака В. О. присвячені вивченню продукційного процесу насаджень сосни звичайної в умовах Полісся України, лісогосподарське та лісопромислове виробництво. За роки своєї науково-виробничої діяльності видав 5 монографій, 70 наукових статей, навчально-методичні праці:
- Гордієнко М. І., Рибак В. О., Гордієнко Н. М., Червонний А. Є., Шаблій І. В. Лісові культури сосни звичайної на півдні Київського Полісся. — К.: ВІПОЛ, 1996. — 192 с.
- (рос.) Гордиенко М. И., Гордиенко Н. М., Рыбак В. А. Вейгелы и кольквиция, использование в культуре. — К.: ВІПОЛ, 1996. — 167 с.
- Гордієнко М. І., Шлапак В. П., Гойчук А. Ф., Рибак В. О., Маурер В. М., Гордієнко Н. М., Ковалевський С. Б. Культури сосни звичайної в Україні. — К.: ІАЕ УААН, 2002. — 872 с.
- Рибак В. О., Гордієнко М. І., Маурер В. М., Грінченко В. В., Гордієнко Н. М., Фучило Я. Д. Досвід лісокультурної справи Боярської ЛДС НАУ. — К.: ПП «ППНВ», 2005. — 522 с.
- Гордієнко М. І., Бондар А. О., Рибак В. О., Гордієнко Н. М. Лісові культури рівнинної частини України. — К.: Урожай, 2007. — 677 с.
- Цилюрик А. В., Колодій Ю. О., Рибак В. О., Вовк І. І., Рибак О. В. Новітня технологія захисту лісового і декоративного садивного матеріалу від шкідливих комах та збудників хвороб у ценозах Полісся та Північного Лісостепу. Науково-методичні та виробничі рекомендації. — К.: Аграрна освіта, 2006. — 56 с.
- Рибак В. О. Особливості малого біологічного кругообігу поживних речовин в соснових насадженнях з під наметом листяних порід дерев // Аграрна наука і освіта. — 2001. — Том 2. — № 1-2. — С. 107–112.
- Рибак В. О. Можливості регулювання морфогенезу соснових насаджень в свіжих суборах Полісся України: Збірник наукових праць Інституту землеробства УААН. — К.: Інститут землеробства УААН, 2002. — Випуск 3. — С. 68-72.

## Нагороди
- 1998 — «Заслужений працівник сільського господарства»,
- 2001 — відзнака «Відмінник лісового господарства»,
- 2003 — Почесна грамота Кабінету Міністрів України,
- 2004 — «Знак Пошани» Міністерства аграрної політики України,
- 2005 — почесний знак «30 років бездоганної служби в державній лісовій охороні України»,
- 2007 — Почесна грамота Кабінету Міністрів України.